# Dyckia julianae
Dyckia julianae är en gräsväxtart som beskrevs av Strehl. Dyckia julianae ingår i släktet Dyckia och familjen Bromeliaceae. Inga underarter finns listade i Catalogue of Life.